# .ai
.ai — национальный домен верхнего уровня для Ангильи, самоуправляемой заморской территории Великобритании. Домен администрируется правительственными структурами Ангильи.
Регистрации в поддоменах off.ai, com.ai, net.ai, и org.ai находятся в открытом доступе по всему миру, что периодически используется нерезидентами Ангильи. С 15 сентября 2009 года регистрации второго уровня в зоне .ai доступны любому желающему пользователю Всемирной Паутины.
Стоимость регистрации в whois.ai, составляет $100 USD (плюс $100 USD за регистрацию аккаунта нерезидента), период регистрации равен 2 годам. Сам же процесс регистрации в основном ручной и занимает до 3 месяцев; срок можно сократить, выполнив определённые условия. Когда будет проверено, что с кредитной картой заказчика не было и нет проблем - регистрация будет выполнена.
Из-за совпадения названия домена с англоязычным сокращением для искусственного интеллекта (AI = Artificial Intelligence) довольно часто доменная зона используется для регистрации сайтов по тематике искусственного интеллекта и робототехники.